# Picher
Picher est une municipalité allemande du land de Mecklembourg-Poméranie-Occidentale et l'arrondissement de Ludwigslust-Parchim.

## Personnalités liées à la ville
- Friedrich-Wilhelm Richter (1911-1989), militaire né à Picher.